# Julien Lizeroux
Julien Lizeroux (Moûtiers, 5 settembre 1979) è un ex sciatore alpino francese.
Era uno specialista delle gare tecniche e in Coppa del Mondo partecipava quasi esclusivamente a slalom speciali.

## Biografia

### Stagioni 1994-2007
Figlio di una guida alpina e di un'istruttrice di sci, Lizeroux dal dicembre 1994 ha iniziato a partecipare regolarmente a gare FIS e il 29 gennaio 1997 ha esordito in Coppa Europa, a Val-d'Isère in discesa libera (90º). Il 23 gennaio 2000 ha esordito in Coppa del Mondo nello slalom speciale di Kitzbühel, senza finire la gara, e il 13 febbraio successivo ha conquistato il primo podio in Coppa Europa, a Ofterschwang nella medesima specialità (2º); nel dicembre dello stesso anno, con il 15º posto conquistato a Madonna di Campiglio sempre in slalom speciale, ha ottenuto i primi punti nella competizione.
Ai Mondiali di Sankt Anton am Arlberg 2001, suo esordio iridato, si è classificato 25º nello slalom speciale ma nel novembre dello stesso anno ad Aspen si è infortunato gravemente una prima volta, fatto che lo ha tenuto lontano dalle piste per l'intera stagione. Il ritorno non è stato facile, come hanno dimostrato le stagioni 2002-2003 e 2003-2004, durante le quali non ha raccolto neanche un punto in Coppa del Mondo; nel gennaio 2005 nello slalom speciale di Chamonix ha subito un altro infortunio ed è tornato in Coppa del Mondo solo nel dicembre 2006, dopo essere rimasto, per tutta la stagione 2005-2006, in Coppa Europa, circuito nel quale ha conquistato la prima vittoria il 26 novembre 2006 a Salla in slalom speciale. Ai Mondiali di Åre 2007 si è piazzato 14º nello slalom speciale.

### Stagioni 2008-2012
La stagione 2008 è stata invece positiva per l'atleta francese. In Coppa del Mondo ha ottenuto infatti diversi piazzamenti nei primi dieci, tra cui un 4º posto a Kitzbühel. Il 25 gennaio dell'anno successivo, sempre nella località austriaca, ha ottenuto il primo podio e la prima vittoria di carriera in Coppa del Mondo, vincendo lo slalom speciale. Il 9 febbraio 2009 ha vinto la medaglia d'argento nella supercombinata ai Mondiali disputati sulle nevi di casa di Val-d'Isère, concludendo alle spalle solo del norvegese Aksel Lund Svindal; sei giorni dopo è andato poi nuovamente a podio, conquistando un'altra medaglia d'argento nello slalom speciale vinto da Manfred Pranger.
Il 10 gennaio 2010 ha conquistato, ad Adelboden in slalom speciale, l'ultima vittoria in Coppa del Mondo e in seguito ha preso parte ai XXI Giochi olimpici invernali di Vancouver 2010, suo debutto olimpico, classificandosi 9º nello slalom speciale e 18º nella supercombinata. Il 2 gennaio 2011 è salito per l'ultima volta sul podio in Coppa del Mondo, a Monaco di Baviera in slalom parallelo (2º); da quello stesso gennaio del 2011 nuovi problemi fisici l'hanno costretto a una lunga serie di operazioni e di trattamenti.

### Stagioni 2013-2021
Tornato alle gare solo nel marzo del 2013, il 4 gennaio 2014 ha conquistato l'ultima vittoria in Coppa Europa, a Chamonix in slalom speciale, e in seguito ha preso parte ai XXII Giochi olimpici invernali di Soči 2014 (14º nello slalom speciale) e ai Mondiali di Vail/Beaver Creek 2015 (22º nello slalom speciale). Sempre nel 2015, il 2 gennaio, è salito per l'ultima volta sul podio in Coppa Europa, a Chamonix in slalom speciale (2º).
Due anni dopo, ai Mondiali di Sankt Moritz 2017, ha vinto la medaglia d'oro nella gara a squadre (partecipando come riserva) e non ha completato lo slalom speciale, mentre ai XXIII Giochi olimpici invernali di Pyeongchang 2018, sua ultima presenza olimpica, si è classificato 4º nella gara a squadre. Ai Mondiali di Åre 2019, sua ultima presenza iridata, è stato 5º nella gara a squadre e non ha completato lo slalom speciale. Ha annunciato il ritiro nel corso della stagione 2020-2021; la sua ultima gara in Coppa del Mondo è stata lo slalom speciale disputato a Schladming il 26 gennaio, nel quale non si è qualificato per la seconda manche, mentre la sua ultima gara in carriera è stata lo slalom speciale dei Campionati francesi 2021, disputato il 27 marzo a Les Gets e chiuso da Lizeroux al 19º posto.

## Palmarès

### Mondiali
- 3 medaglie:
  - 1 oro (gara a squadre a Sankt Moritz 2017)
  - 2 argenti (slalom speciale, supercombinata a Val-d'Isère 2009)

### Mondiali juniores
- 1 medaglia:
  - 1 bronzo (combinata a Monte Bianco 1998)[2]

### Coppa del Mondo
- Miglior piazzamento in classifica generale: 9º nel 2010
- 9 podi:
  - 3 vittorie (tutte in slalom speciale)
  - 4 secondi posti (2 in slalom speciale, 1 in supercombinata, 1 in slalom parallelo)
  - 2 terzi posti (entrambi in slalom speciale)

#### Coppa del Mondo - vittorie
| Data            | Località      | Paese    | Specialità |
| --------------- | ------------- | -------- | ---------- |
| 25 gennaio 2009 | Kitzbühel     | Austria  | SL         |
| 1º marzo 2009   | Kranjska Gora | Slovenia | SL         |
| 10 gennaio 2010 | Adelboden     | Svizzera | SL         |

Legenda:

SL = slalom speciale

#### Coppa del Mondo - gare a squadre
- 3 podi:
  - 1 secondo posto
  - 2 terzi posti

### Coppa Europa
- Miglior piazzamento in classifica generale: 11º nel 2007
- 10 podi:
  - 3 vittorie
  - 4 secondi posti
  - 3 terzi posti

#### Coppa Europa - vittorie
| Data             | Località        | Paese     | Specialità |
| ---------------- | --------------- | --------- | ---------- |
| 26 novembre 2006 | Salla           | Finlandia | SL         |
| 14 gennaio 2007  | Donnersbachwald | Austria   | SL         |
| 4 gennaio 2014   | Chamonix        | Francia   | SL         |

Legenda:

SL = slalom speciale

### Campionati francesi
- 9 medaglie:
  - 2 ori (combinata nel 2000[2]; slalom speciale nel 2008)
  - 4 argenti (slalom speciale nel 2000; slalom speciale nel 2009; slalom speciale nel 2014; slalom speciale nel 2019)
  - 3 bronzi (slalom speciale nel 2001; slalom speciale nel 2006; supercombinata nel 2007)